# Мінуюча міль каштанова
Міну́юча міль кашта́нова (Cameraria ohridella) — метелик балканського походження, шкідник гіркокаштанів. Помічений лише в деяких країнах Європи.

## Поширення

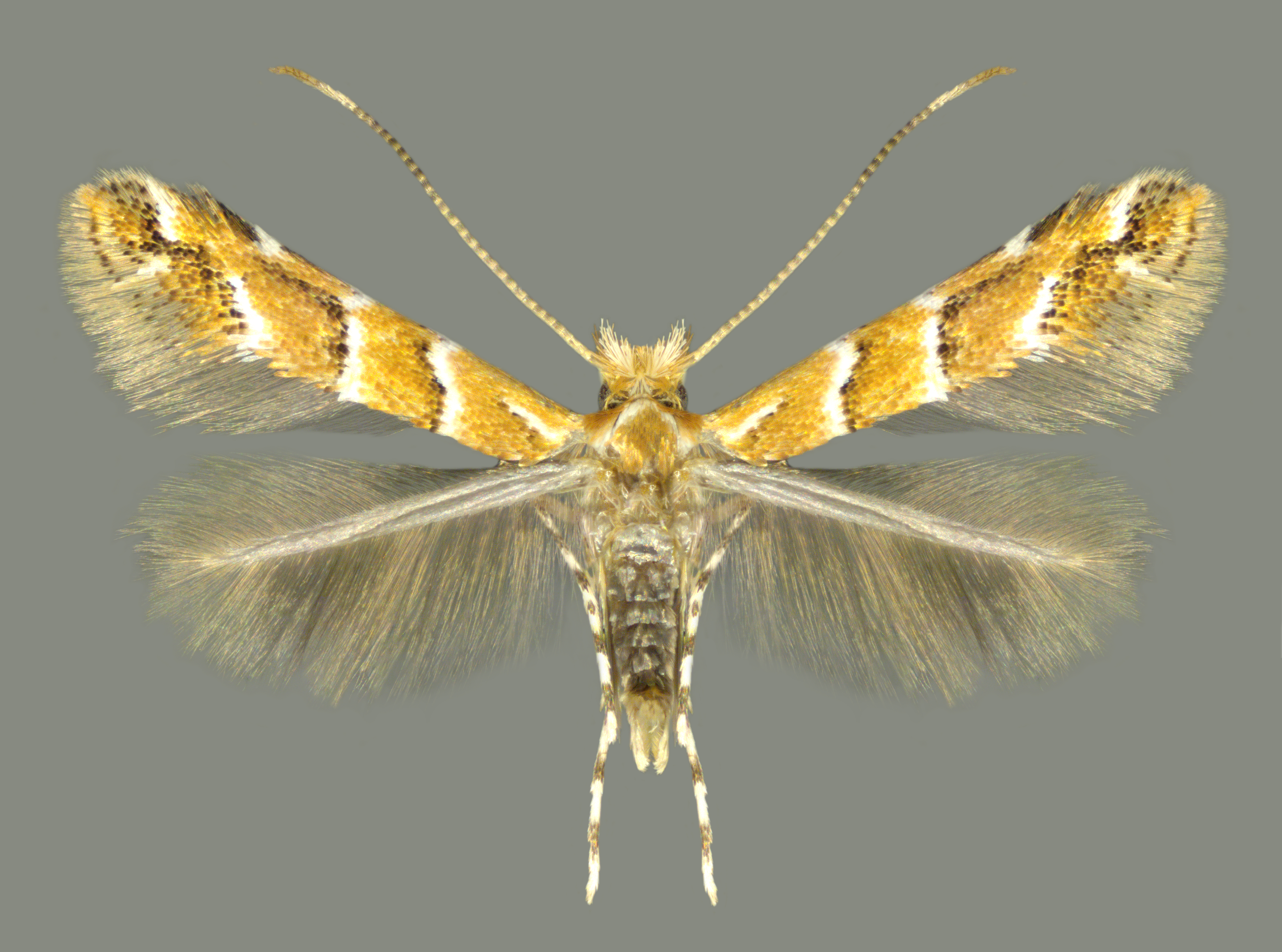
Особина з розправленими крилами

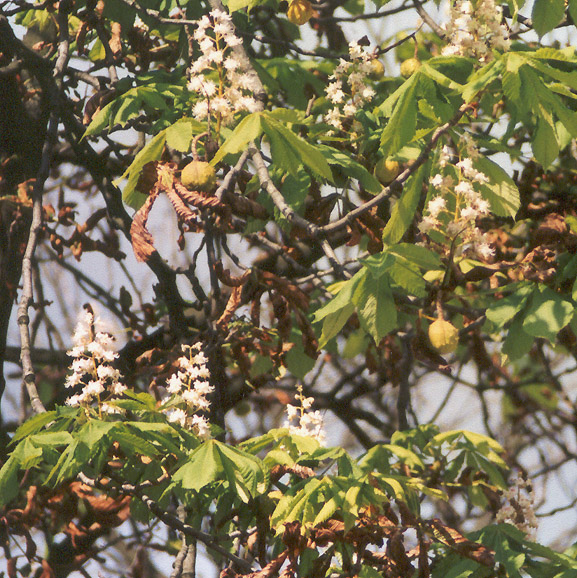
Вияв шкодочинності молі

Вперше була виявлена в 1985 році в Північній Македонії поблизу озера Охрид, науковий опис виду складено в 1986 році.
У наш час цього шкідника зареєстровано в більшості країн Центральної, Східної та Західної Європи. У 2002 році цей шкідник був навіть зафіксований на заході Англії та в північній частині Данії. Поширення каштанової мінуючої молі йде в межах помірної зони північної півкулі. Попри те що спосіб поширення цієї молі повітрям часто приймався як головний, основний чинник експансії все ж, як було встановлено в подальшому, є антропогенний: автомобілі, трейлери, поїзди тощо. Підставою для такого висновку стали численні випадки появи молі в місцях, значно віддалених одне від одного. 

В Україні міль з'явилася в 1998 р. на Закарпатті, куди проникла, мабуть, з Угорщини. Далі міль за десять років заселила практично всю територію України. До Донецька потрапила не пізніше 2007 р. У 2008–2009 рр. мінуючі молі були знайдені в Донецьку, Ясинуватій, Макіївці, Авдіївці, Святогірську, на межі з Луганською обл. (Дронівка) та на узбережжі Азовського моря (Юр'ївка). У парках, скверах і алеях міст центру Донецької області міни поширені на 95-100% дерев.
Ступінь шкідливості каштанової молі залежить від різних факторів, а деякі з них ще недостатньо досліджені. Міль має досить малі розміри тіла, тому погано літає, і в місцях, де восени опале листя відносилося вітром, навесні спостерігається зменшення завданої шкоди. Помічено, що повне прибирання листя дає ефект лише в тому випадку, коли «хворі» дерева розташовані не ближче ніж 50 м одне від одного. При цьому наявність хоч одного ураженого шкідником дерева нівелює ефект від прибирання листя з інших каштанів, які ростуть неподалік. Досить часто загибель дерев відбувається через ураження фітофторою та вторинну інвазію ослабленого дерева каштановою міллю.